# Saint-Aubin-Routot
Saint-Aubin-Routot ist eine französische Gemeinde mit 1.972 Einwohnern (Stand: 1. Januar 2022) im Département Seine-Maritime in der Region Normandie. Sie gehört zum Arrondissement Le Havre und zum Kanton Saint-Romain-de-Colbosc. Die Bewohner werden Saint-Albinais und Saint-Albinaises genannt.

## Geographie
Saint-Aubin-Routot liegt in der Naturregion Pays de Caux, etwa 16 Kilometer ostnordöstlich von Le Havre entfernt. Umgeben wird Saint-Aubin-Routot von den Nachbargemeinden Épretot im Norden, Saint-Romain-de-Colbosc im Osten, Saint-Vincent-Cramesnil im Südosten, Sandouville und Oudalle im Süden, Rogerville im Südwesten, Gainneville im Westen und Saint-Laurent-de-Brèvedent im Nordwesten.
Durch die Gemeinde führen die Autoroute A29 und die frühere 15 (heutige D6015).

## Geschichte
1823 wurden die Gemeinden Routot und Beaucamp mit Saint-Aubin zusammengeschlossen.

## Einwohnerentwicklung

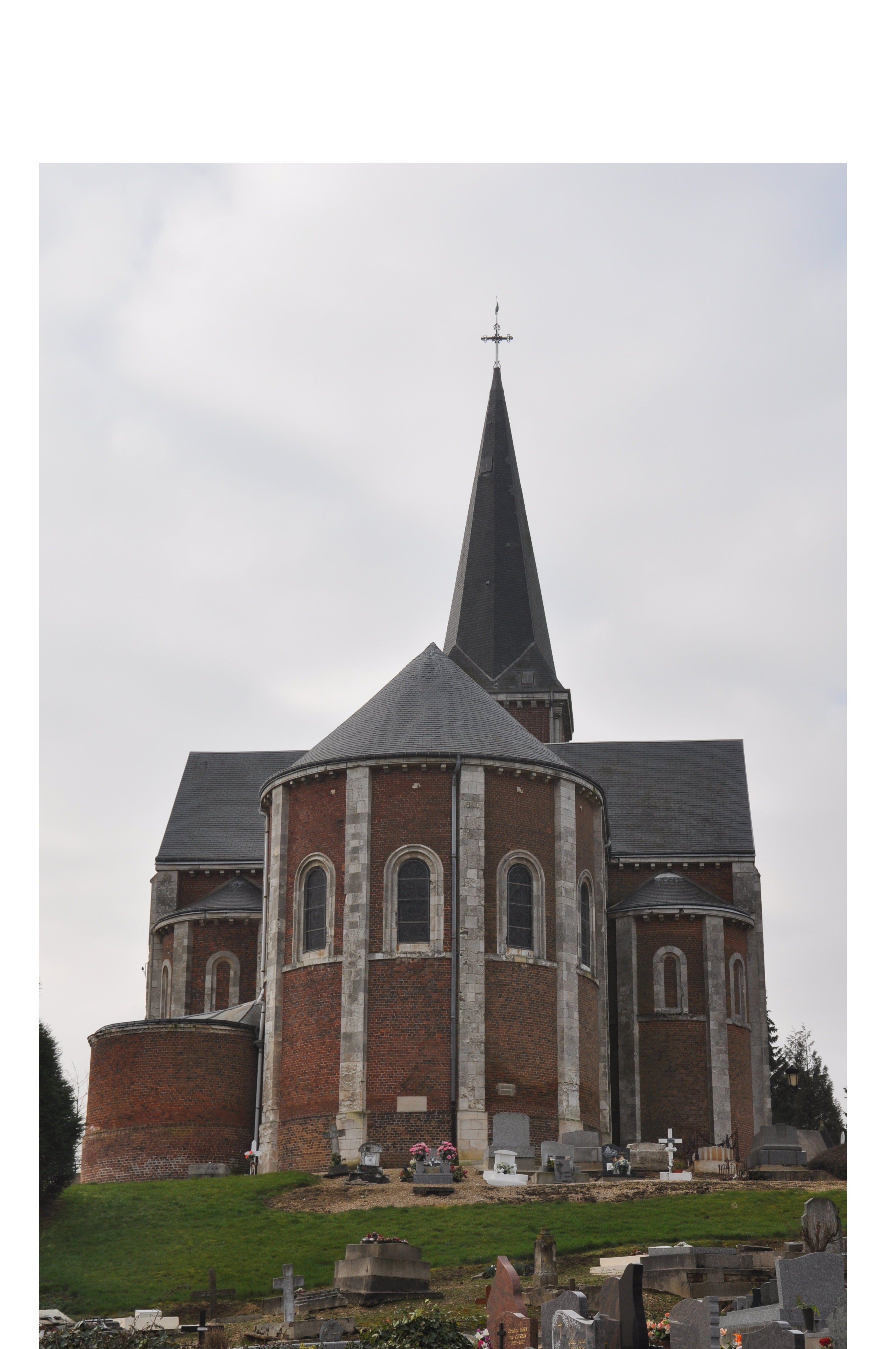
Kirche Saint-Aubin

| Jahr      | 1962 | 1968 | 1975 | 1982  | 1990  | 1999  | 2006  | 2013  | 2020  |
| --------- | ---- | ---- | ---- | ----- | ----- | ----- | ----- | ----- | ----- |
| Einwohner | 647  | 646  | 941  | 1.015 | 1.077 | 1.118 | 1.266 | 1.902 | 1.935 |

## Sehenswürdigkeiten
- Die heutige Pfarrkirche Saint-Aubin-des-Cercuells wurde 1852 errichtet. Sie ist mit zahlreichen Objekten ausgestattet, die in der Base Palissy gelistet sind.
- Wohnhaus und Scheune des Herrenhauses in Beaucamp wurden am Ende des 16. und zu Beginn des 17. Jahrhunderts erbaut.
- Das Wohnhaus des Herrenhauses in Routot wurde am Ende des 16. oder zu Beginn des 17. Jahrhunderts erbaut.
- 700-jähriger Eibenbaum

## Trivia
2009 wurde hier ein Gefängnis mit 690 Haftplätzen errichtet.